# 第56回ヴェネツィア国際映画祭
第56回ヴェネツィア国際映画祭は、1999年9月1日から9月11日にかけて開催された。

## 上映作品

### コンペティション部門
| 日本語題                   | 原題                       | 監督                             | 製作国         |
| -------------------------- | -------------------------- | -------------------------------- | -------------- |
|                            | Nordrand                   | バルバラ・アルベルト             | ドイツ         |
| クレイジー・イン・アラバマ | Crazy in Alabama           | アントニオ・バンデラス           | アメリカ合衆国 |
|                            | Appassionate               | トニーノ・デ・ベルナルディ       | イタリア       |
| ホーリー・スモーク         | Holy Smoke!                | ジェーン・カンピオン             | オーストラリア |
|                            | The Venice Project         | ロバート・ドーンヘルム           | アメリカ合衆国 |
| ポルノグラフィックな関係   | Une liaison pornographique | フレデリック・フォンテーヌ       | フランス       |
| 夜風の匂い                 | Le vent de la nuit         | フィリップ・ガレル               | フランス       |
| サイダーハウス・ルール     | The Cider House Rules      | ラッセ・ハルストレム             | アメリカ合衆国 |
| LIES/嘘                    | 거짓말                     | チャン・ソヌ                     | 韓国           |
|                            | Pas de scandale            | ブノワ・ジャコ                   | フランス       |
| 風が吹くまま               | باد ما را خواهد برد        | アッバス・キアロスタミ           | イラン         |
| トプシー・ターヴィー       | Topsy-Turvy                | マイク・リー                     | イギリス       |
|                            | Jesus' Son                 | アリソン・マクリーン             | アメリカ合衆国 |
|                            | Mal                        | アウベルト・セイシャス・サントス | ポルトガル     |
|                            | Tydzien z zycia mezczyzny  | イエジー・シュトゥール           | ポーランド     |
| ありふれた愛のおはなし     | Rien à faire               | マリオン・ヴェルヌー             | フランス       |
|                            | A domani                   | ジャンニ・ザナージ               | イタリア       |
| ただいま                   | 過年回家                   | チャン・ユアン                   | 中国           |
| あの子を探して             | 一個都不能少               | チャン・イーモウ                 | 中国           |

## 審査員
- エミール・クストリッツァ （ ユーゴスラビア/映画監督） 審査員長
- マルコ・ベロッキオ （ イタリア/映画監督）
- マギー・チャン （ 香港/女優）
- ジョナサン・コー （ イギリス/批評家）
- ジャン・ドゥーシェ （ フランス/批評家、映画監督）
- 市山尚三 （ 日本/批評家）
- アルトゥーロ・リプスタイン （ メキシコ/映画監督）
- シンディ・シャーマン （ アメリカ合衆国/写真家、映画監督）

## 受賞結果
- 金獅子賞：『あの子を探して』（チャン・イーモウ）
- 銀獅子賞：チャン・ユアン （『ただいま』）
- 審査員特別大賞：『風が吹くまま』（アッバス・キアロスタミ）
- 男優賞：ジム・ブロードベント （『トプシー・ターヴィー』）
- 女優賞：ナタリー・バイ （『ポルノグラフィックな関係』）
- マルチェロ・マストロヤンニ賞：ニーナ・プロル （『Nordrand』）
- 上院議会金メダル：『ありふれた愛のおはなし』 （マリオン・ヴェルヌー）
- ルイジ・デ・ラウレンティス賞：『Questo è il giardino』（ジョヴァンニ・ダヴィデ・マデリナ）